# نورد ۱۵۰۰ نوره‌کلیر
نورد ۱۵۰۰ نوره‌کلیر (به انگلیسی: Nord 1500 Noréclair) یک هواپیمای ساختِ کارخانهٔ نورداویاسیون در کشور فرانسه است. این هواپیما برای نخستین بار در ۱۹۴۷ میلادی مورد استفاده قرار گرفت.